# 導来圏
数学においてアーベル圏 {\displaystyle {\mathcal {A}}} の導来圏（どうらいけん、英: Derived category、仏: Catégorie dérivée）{\displaystyle D({\mathcal {A}})} はホモロジー代数から構成されるもので、 {\displaystyle {\mathcal {A}}} 上に定義された導来函手の理論を精密化するとともに、ある意味で単純化するべく導入された。その構成は基本的には次の様に進む：まず圏 {\displaystyle D({\mathcal {A}})} の対象は {\displaystyle {\mathcal {A}}} の双対鎖複体であり、次に2つのその様な双対鎖複体の間にチェイン写像が存在してコホモロジーを取った段階で同型を誘導する場合に同型であると考えるのである。このとき、導来函手は双対鎖複体に対して定義され、超コホモロジーの考えを精密化したものとなる。これらの定義により、煩雑なスペクトル系列を用いて（完全に忠実ではなく）記述されるよりほか無かった式は劇的に簡素化される。
導来圏の発展は、アレクサンドル・グロタンディークと彼の学生のジャン・ルイ・ヴェルディエにより1960年代初頭になされ、ホモロジー代数が長足の進歩を遂げた1950年代における爆発的な展開の一つの到達点であると現在ではみなされている。ヴェルディエによる理論の基本部分は博士論文に纏められたが、1996年になってようやくAstérisque（要約はずっと早くにSGA 4½に収録されていた）に出版された。その定式化には革新的な発想である三角圏の概念が必要であり、その構成は環の局所化を一般化した圏の局所化に基づく。"導来"形式の展開への原動力となった欲求は、グロタンディークによる連接双対の理論のなんらかの意味での定式化を行うことであった。導来圏は以後、代数幾何学以外の領域に於いてさえ、たとえば、D-加群や超局所解析でも不可欠な概念となっている。さらに、近年は、ミラー対称性やD-ブレーンの定式化という物理学に近い領域でも、導来圏が重要な役割を果たすようになっている。

## 動機
スキーム上の連接層の理論において、非特異スキームという仮定なしにセール双対の理論をどこまで展開できるかという考えを推し進めると、単なる双対化層の代わりに層の複体を考える必要が出てくる。実際、考えているスキームが（非特異という条件を弱めた）コーエン・マコーレーであるという条件は、双対化層が存在するという条件と同値である。しかしこの条件は全く一般的ではない。グロタンディークが取っていた高い位置から俯瞰的に考える立場からすると、この状況は理論を再定式化する必要性を表していた。これに付随して、「正しい」テンソル積やHom関手は導来圏のレベルで存在するだろうというアイデアが現れ、さらにTor関手とExt関手はそれらの導来圏レベルの関手をより具体的に計算するためのツールのようなものとなった。
抽象度が高いにもかかわらず、特に層コホモロジーの設定での利便性により、導来圏はその後の数十年で受け入れられるようになった。おそらく、1980年頃、導来圏のことばで 1 よりも大きな次元でのリーマン・ヒルベルト対応を定式化したことが、最も大きな前進であっただろう。佐藤スクールは導来圏の言葉を使い、D-加群の理論をこの言葉で記述した。
平行して発展した理論は、ホモトピー論でのスペクトルの圏の理論である。スペクトルのホモトピー圏と環の導来圏は、双方とも三角圏の例である。

## 定義
{\displaystyle {\mathcal {A}}} をアーベル圏とする。導来圏 {\displaystyle D({\mathcal {A}})} はいくつかのステップを踏んで得られる。
- 基本となるのは、{\displaystyle {\mathcal {A}}} における双対鎖複体

{\displaystyle \dotsb \rightarrow X^{-1}{\xrightarrow {d^{-1}}}X^{0}{\xrightarrow {d^{0}}}X^{1}{\xrightarrow {d^{1}}}X^{2}\rightarrow \dotsb }
の圏 {\displaystyle \operatorname {Kom} ({\mathcal {A}})} である。この圏の対象が導来圏の対象となるが、射は異なる。
- 鎖ホモトピック（英語版）な射を同一視することにより、双対鎖複体のホモトピー圏（英語版） {\displaystyle K({\mathcal {A}})} を得る。
- 擬同型の集合での局所化（英語版）により、導来圏 {\displaystyle D({\mathcal {A}})} を得る。導来圏の射は、経路図式 X ← X'→ Y として明示的に表現される。ここに X' → X は擬同型であり、X' → Y は双対鎖複体の任意の射である。

特に、ホモトピー同値が擬同型となっているので、第二のステップは避けることができる。しかし、射の単純な経路図式の定義は、より複雑な射の別の有限個の矢印により置き換える必要がある（テクニカルには、「分数の計算」を超えたものとなる（容易には計算できないことを意味する））。したがって、第一のステップの構成で十分ではあるのだが、一層、より複雑となってしまう。
モデル圏の観点からは、導来圏 {\displaystyle D({\mathcal {A}})} は双対鎖複体の真のホモトピー圏であり、一方、{\displaystyle K({\mathcal {A}})} はナイーブなホモトピー圏と呼ばれる。

## 三角圏から導来圏への注意
双対鎖複体 X が下に有界とは、n << 0 に対し Xn = 0 であることで、上に有界とは、n >> 0 に対し Xn = 0 であることで、単に有界とは、|n| >> 0 に対し Xn = 0 のことである。
（以下に見るように）なんらかの目的のため、有界ではない双対鎖複体の代わりとして、下に有界、上に有界、あるいは有界な双対鎖複体を使う。対応する導来圏は、通常、それぞれに対し、{\displaystyle D^{+}({\mathcal {A}}),\ D^{-}({\mathcal {A}}),\ D^{b}({\mathcal {A}})} と記す。
（クラスの考え方ではなく）ある対象から別の対象への射の集合が存在するという圏の古典的観点を適用するとき、導来圏に変更することを証明するには、議論を追加する必要がある。
アーベル圏 {\displaystyle {\mathcal {A}}} が小さい場合、つまり、対象の集合しか持たない場合は、何も問題がない。{\displaystyle {\mathcal {A}}} がグロタンディークアーベル圏であったとしても、導来圏 {\displaystyle D({\mathcal {A}})} はホモトピー圏 {\displaystyle K({\mathcal {A}})} の充満部分圏に同値であるので、ある対象から他への射の集合を持つのみである。グロタンディークアーベル圏は、環の上の加群の圏や位相空間上のアーベル群の層の圏や他の例を多く含んでいる。
しかしながら、導来圏での 2つの射の合成は、合成される 2つの射の頂点に、ある第三の射を見つけることで完成する。このことが確認できて始めて、well-definedで結合的な合成であることが完成する。
{\displaystyle K({\mathcal {A}})} は三角圏であるので、{\displaystyle K({\mathcal {A}})} の局所化 {\displaystyle D({\mathcal {A}})} も三角圏である。整数 n と双対鎖複体 X に対し、X を n シフトした双対鎖複体 X[n] を
{\displaystyle X[n]^{i}=X^{n+i}}
と微分
{\displaystyle d_{X[n]}=(-1)^{n}d_{X}}
により定義する。
定義から、{\displaystyle D({\mathcal {A}})} の完全三角形は、ある双対鎖複体の射 f: X → Y から導かれる三角形 X → Y → Cone(f) → X[1] と {\displaystyle D({\mathcal {A}})} において同型な三角形である。ここに、Cone(f) は f の写像錐である。特に、{\displaystyle {\mathcal {A}}} 中の短完全系列 0 → X → Y → Z → 0 に対し、三角形 X → Y → Z → X[1] は、{\displaystyle D({\mathcal {A}})} の完全三角形である。ヴェルディエは、シフト X[1] の定義を、射 X → 0 の写像錐であることとして説明した。
{\displaystyle {\mathcal {A}}} の対象を次数 0 に集中された双対鎖複体とみなすと、導来圏 {\displaystyle D({\mathcal {A}})} は {\displaystyle {\mathcal {A}}} を充満部分圏にもつ。さらに興味深いことに、導来圏の射は、Ext群の全情報を含んでいる。すべての対象 X, Y とすべての整数 j について、
{\displaystyle \operatorname {Hom} _{D({\mathcal {A}})}(X,Y[j])=\operatorname {Ext} _{\mathcal {A}}^{j}(X,Y)}
を得る。

## 射影分解と単射分解
ホモトピー同値は擬同型であることが容易に示せるので、上の構成の第二段階は省略できる場合がある。標準的函手
{\displaystyle K({\mathcal {A}})\rightarrow D({\mathcal {A}})}
の存在が明らかであるので、定義は通常この方法で与えられる。
具体的な状況において導来圏の射を直接に扱うことは非常に困難であるか不可能である。そこで導来圏に同値なより扱い易い圏を探すことになる。古典的には、射影分解と単射分解による2つの（双対な）アプローチがある。どちらの場合にも、上の標準函手を適当な部分圏へ制限することで圏同値となる。
以下では導来圏の文脈における単射分解の役割を述べる。これは右導来函手を定義する基礎となり、位相空間上の層コホモロジーやエタール・コホモロジーや群コホモロジーのような進んだコホモロジー論へ重要な応用を持つ。
このテクニックを応用するために、問題のアーベル圏が十分単射的対象を持つことを仮定する必要がある。十分単射的対象を持つとは、圏のすべての対象 X がある単射対象 I への単射を持つという意味である。（写像も単射対象も一意である必要はない。）たとえば、グロタンディークアーベル圏は十分単射的対象を持つ。X を単射対象 I0 へ埋め込み、この射の余核を単射対象 I1 へ埋め込みと、繰り返すと X の単射分解、つまり（一般には無限の）完全系列
{\displaystyle 0\rightarrow X\rightarrow I^{0}\rightarrow I^{1}\rightarrow \cdots }
が構成できる。ここに、I* は単射対象である。このアイデアは一般化され、十分小さな n に対し Xn = 0 となる下に有界な双対鎖複体 X の分解を与える。上で注意したように、単射分解は一意的に定まらないが、任意の2つの分解が互いにホモトピー同値であり、ホモトピー圏では同型であるという事実がある。さらに、双対鎖複体の射は2つの与えられた単射分解の射へ一意的に拡張される。
これがホモトピー圏が再び重要な役割を果たす点である。{\displaystyle {\mathcal {A}}} の対象 X から {\displaystyle {\mathcal {A}}} の（任意の）単射分解　I* への射は、函手
{\displaystyle D^{+}({\mathcal {A}})\rightarrow K^{+}(\operatorname {Inj} ({\mathcal {A}}))}
へ拡張される。
この函手が実際にはじめに述べた標準的局所化函手の制限の逆であることは、容易に分かる。言い換えると、導来圏における Hom(X, Y) は、X と Y の両方を単射分解した後ホモトピー圏で射を計算することにより計算することができ、このほうが理論的にはより容易となる。実際には Y の分解だけで十分であり、任意の双対鎖複体 X と任意の下に有界な単射的双対鎖複体 Y に対し、
{\displaystyle \operatorname {Hom} _{D({\mathcal {A}})}(X,Y)=\operatorname {Hom} _{K({\mathcal {A}})}(X,Y)}
となる。
双対に、{\displaystyle {\mathcal {A}}} が十分射影対象を持つこと、つまり、すべての対象 X に対し、射影対象 P から X への全射が存在することを仮定すれば、単射分解の代わりに射影分解を使うこともできる。
この分解のテクニックに加えて、特別な場合に適用し、上に有界や下に有界の制限問題をエレガントに避ける同様な方法がある。Spaltenstein (1988) では、いわゆる K-単射分解や K-射影分解を使っている。May (2006) と（少し用語は異なっているが）Keller (1994) ではいわゆる胞体加群や準自由加群という用語が導入された。
さらに一般的には、定義を注意深い適用すると、完全圏の導来圏を定義することもできる。

## 導来函手との関係
導来圏は導来函手の研究と定義の自然なフレームワークである。以下では、{\displaystyle F\colon {\mathcal {A}}\to {\mathcal {B}}} をアーベル圏の函手とする。2つの双対な考えがある。
- 右導来函手は、左完全函手からきて、単射分解を通して計算される。
- 左導来函手は、右完全函手からきて、射影分解を通して計算される。

以下では右導来函手について述べるので、F を左完全とする。典型例は、ある固定した対象 A に対し、{\displaystyle X\mapsto \operatorname {Hom} (X,A)} あるいは、{\displaystyle X\mapsto \operatorname {Hom} (A,X)} により与えられる {\displaystyle F\colon {\mathcal {A}}\rightarrow {\mathcal {Ab}}} や層の上の大域切断函手や順像函手である。これらの右導来函手は、それぞれ、Ext函手（{\displaystyle \operatorname {Ext} ^{n}(\ \ ,A)} )、層コホモロジー（{\displaystyle H^{n}(X,F)} ）、高次順像函手 (Rnf*(F)) である。
導来圏によって、すべての導来函手 RnF をひとつの函手へ要約することができる。いわゆる全導来函手 {\displaystyle RF\colon D^{+}({\mathcal {A}})\rightarrow D^{+}({\mathcal {B}})} である。この函手は合成 {\displaystyle D^{+}({\mathcal {A}})\cong K^{+}(\operatorname {Inj} ({\mathcal {A}}))\rightarrow K^{+}({\mathcal {B}})\rightarrow D^{+}({\mathcal {B}})} である。ここに第一の圏同値は上で述べたものである。古典的な導来函手は、{\displaystyle R^{n}F(X)=H^{n}(RF(X))} を通して、全導来函手へ関連付いている。{\displaystyle R^{n}F} は双対鎖複体を忘れコホモロジーのみを保持している一方、{\displaystyle RF} は双対鎖複体を保持している、ということもできる。
導来圏はこれらの函手を研究するための、ある意味で、「適切な」圏である。たとえば、F が {\displaystyle {\mathcal {A}}} の単射対象を G-非輪状（つまり、すべての i > 0 と単射写像 I に対し、{\displaystyle R^{i}G(F(I))=0} となるような函手であり、2つの函手の合成
{\displaystyle {\mathcal {A}}\ \ {\stackrel {F}{\rightarrow }}\ \ {\mathcal {B}}\ \ {\stackrel {G}{\rightarrow }}\ \ {\mathcal {C}}}
のグロタンディークスペクトル系列は、全導来函手の恒等射を表わす
{\displaystyle R(G\circ F)\cong RG\circ RF}
である。ヴェルディエはアーベル圏に付帯する導来関手がどのようにすれば {\displaystyle {\mathcal {A}}} の適切な導来圏への埋め込みに沿ったカン拡張としてみることができるかを示した [Mac Lane]。